# 张凤鸣
张凤鸣（1963年7月—），男，四川梁平（今属重庆）人，中华人民共和国装备系统工程学家，中国人民解放军空军少将。

## 生平
张凤鸣生于1963年7月。曾任中国人民解放军空军工程大学工程学院院长。2010年出任中国人民解放军空军工程大学训练部部长。同时兼任中国航空学会第九届理事会理事。2017年7月，出任新调整组建的中国人民解放军空军工程大学校长。